# Graeme Smith
Graeme Smith (Reino Unido, 31 de marzo de 1976) es un nadador británico retirado especializado en pruebas de estilo libre larga distancia, donde consiguió ser medallista de bronce olímpico en 1996 en los 1500 metros.

## Carrera deportiva
En los Juegos Olímpicos de Atlanta 1996 ganó la medalla de bronce en los 1500 metros libre, con un tiempo de 15:02.48 segundos, tras los australianos Kieren Perkins y Daniel Kowalski. También ha ganado la plata en la misma prueba en el mundial de piscina larga de Fukuoka de 2001.